# 66. vojaškoobveščevalna brigada (ZDA)
66. vojaškoobveščevalna brigada (izvirno angleško 66th Military Intelligence Brigade) je bila vojaškoobveščevalna brigada Kopenske vojske Združenih držav Amerike.